# Дразарк
Дразарк або Дразаркський монастир (вірм. Դրազարկ) — середньовічний вірменський монастир, збудований на початку XI століття.

## Історичний нарис
Монастир Дразарк було засновано наприкінці XI — початку XII століття ченцем Геворком Мегріком, який переселився до регіону зі східної Вірменії. Точне місце розташування монастиря не встановлено. Відомо, що він розміщувався в області Аназарба, поблизу політичного центру кілікійських правителів — Сіса. Був престолом архієпископа Сіса, який обіймав посаду державного канцлера. Монастир мав власний скрипторій та був зосередженням видатних вчених.
Уже з початку XII століття, за своїм значенням, він виділявся серед центрів письменності Кілікії. З-за стін Дразарка виходили рукописи, що надсилались до інших монастирів.
Після 1169 року монастир став родовою усипальницею вірменської династії Рубенідів

## Поховані в монастирі
- Торос I (?–1130) — третій за ліком правитель Кілікії
- Григор IV (1133–1193) — католикос вірменів
- Торос II (?–1169) — п'ятий за ліком правитель Кілікії
- Забел (1217–1252) — Королева Кілікійського вірменського царства
- Євфимія (? — 1309) — принцеса кілікійська